# Computer Gaming World
Computer Gaming World è stata una rivista di videogiochi per computer pubblicata negli Stati Uniti fra il novembre 1981 e il novembre 2006 dalla Ziff Davis. Circa a inizio 1983 divenne disponibile anche nel Regno Unito, distribuita da Games Workshop. Dopo il numero 268 è stata sostituita da una rivista dal titolo Games for Windows: The Official Magazine; quest'ultima, dopo 17 uscite, è stata chiusa e integrata nel sito 1UP.com.

## PC Gaming World
Ziff Davis pubblicava anche una rivista gemella di Computer Gaming World, intitolata PC Gaming World, nel Regno Unito. Nell'agosto 2000 era la terza rivista di giochi per computer della regione. Nel 1998 il giornalista Stuart Campbell ha descritto PC Gaming World come una pubblicazione di stampo prevalentemente americano, grazie al suo "stile sobrio, serio e pesante". In seguito Campbell definì la rivista una "stranezza", "chiaramente rivolta principalmente a un pubblico di quarantenni e oltre", rispetto a rivali più giovanili come PC Gamer UK e PC Zone.